# Llac de cràter

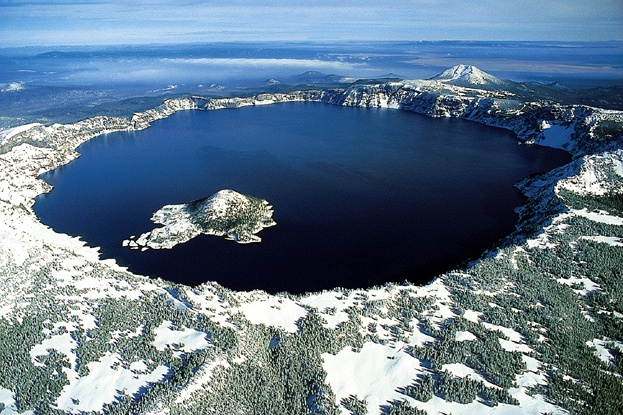
"Crater Lake", a Oregon, Estats Units

Un llac de cràter és un llac que s'ha format dins un cràter volcànic o una caldera. La depressió d'aquestes formacions geològiques, s'omple per les precipitacions i crea un llac que s'aprofundeix gradualment fins a trobar un equilibri entre la taxa de precipitació, l'evaporació i l'absorció del sòl.
Els llacs de cràter formats per fumaroles o xemeneies volcàniques es diuen també llacs volcànics. Solen tenir aigües àcides de color glauc i saturades de gasos volcànics. Els llacs situats en volcans adormits o inactius tenen tendència a tenir aigües dolces i molt clares per l'absència de corrents i sediments. Un maar és un cràter volcànic ample i baix, produït per una explosió causada per aigua subterrània que entra en contacte amb magma. Quan s'omplen d'aigua formen un llac de cràter de poca profunditat.

## Llacs de cràter notables
| Llac Albano                         | Itàlia                           |
| Llac Amatitlán                      | Guatemala                        |
| Llac Atitlán                        | Guatemala                        |
| Llac Ayarza                         | Guatemala                        |
| Blue Lake                           | Austràlia meridional             |
| Llac de Bolsena                     | Itàlia                           |
| Llac de Bracciano                   | Itàlia                           |
| Llac Chicabal                       | Guatemala                        |
| Crater Lake                         | Oregon                           |
| Cuicocha                            | Equador                          |
| Volcà Ipala                         | Guatemala                        |
| Volcà Irazú                         | Costa Rica                       |
| Kapoho Crater                       | Hawaii                           |
| Mont Katmai                         | Alaska                           |
| Kelut                               | Indonèsia                        |
| Kerið                               | Islàndia                         |
| Llac Kuril                          | Kamtxatka                        |
| Medicine Lake                       | Califòrnia                       |
| Llac de Nemi                        | Itàlia                           |
| Mont Nemrut (Nemrut Dağı)           | Turquia                          |
| Cràter Newberry                     | Oregon                           |
| Llac Nyos                           | Camerun                          |
| Volcà Pacaya (Laguna Calderas)      | Guatemala                        |
| Llac del Paradís (Chonji / Tianchi) | Corea del Nord / R.P. de la Xina |
| Mont Pinatubo                       | Filipines                        |
| Mont Ruapehu                        | Nova Zelanda                     |
| Soufrière                           | Saint Vincent i les Grenadines   |
| Taal Lake                           | Filipines                        |
| Llac Taupo                          | Nova Zelanda                     |
| Llac Tazawa                         | Japó                             |
| Llac Toba                           | Indonèsia                        |
| Llac Towada                         | Japó                             |
| Llac de Vico                        | Itàlia                           |
| Yak Loum                            | Cambodja                         |